# Массовое убийство в Луганске
Массовое убийство в Луганске — громкое преступление 1895 года, убийство судьи Арцимовича, членов его семьи и домашней прислуги.

## История дела

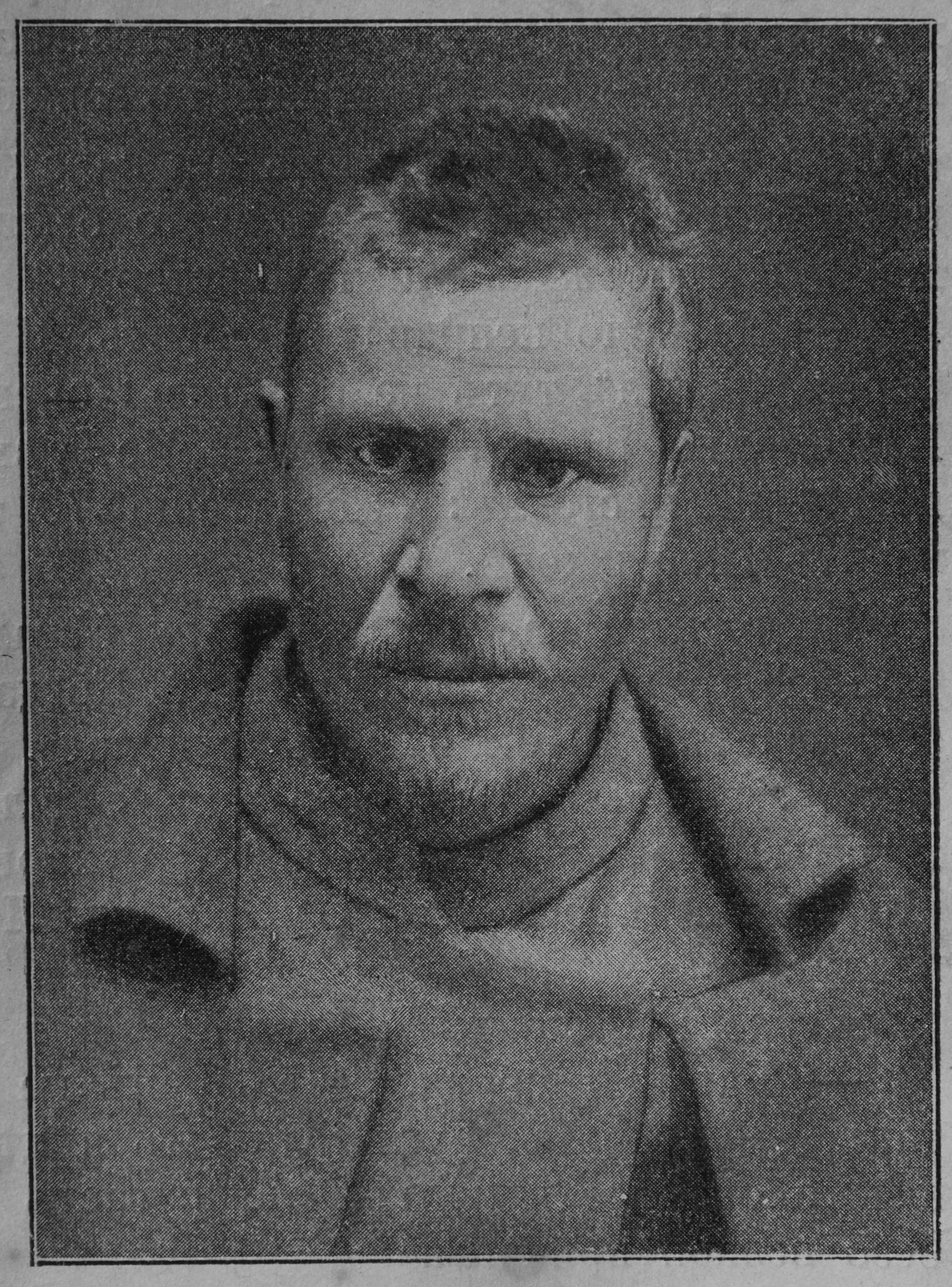
Иван Казеев.

Преступление было совершено профессиональными уголовниками Феофилактом Полуляховым и Иваном Казеевым. Казеев, находившийся в Луганске, узнал о том, что член Луганской судебной палаты Арцимович купил себе большой несгораемый сейф. Поверив слухам, что судья получил наследство от своего брата в размере 75 тысяч рублей, он вызвал телеграммой из Ялты Полуляхова и его подругу Пирожкову. Пирожкова на следующий день после приезда успешно устроилась горничной в дом Арцимовичей. Казеев же и Полуляхов поселились в гостинице под видом заезжих купцов. Им удалось склонить к соучастию в преступлении дворника, работавшего у Арцимовичей. Во время обсуждения планов в номере сообщников Полуляхов задушил дворника, как позднее заявлял на следствии, из отвращения к его поведению:
Мне всегда этот дворник противен был! Ну, мы ему чужие люди; а ведь ему доверяют во всём, у людей же служит и против людей же что угодно сделать готов, только помани! Народец! Что же это за человек? Это уже не человек, а собака. Лицо бледное, глаза мутные. Слюни текут. Водку пьёт, колбасу грязными руками рвёт. Так он мне стал мерзок! Сидит это он передо мной. Смотрю на него: словно гадина какая-то! Запрокинул он голову — я не выдержал. Цап его за горло! Прямо из-за одного омерзения задушил…
Казеев и Полуляхов приступили к ограблению ночью. У калитки дома Арцимовичей их встретила Пирожкова и провела внутрь. Спавший судья проснулся от звуков их шагов, но был убит Полуляховым ударом топора по голове. На кухне он же зарубил топором 30-летнюю кухарку, после чего прошёл в спальню жены Арцимовича. Разбудив её, Полуляхов и Казеев потребовали открыть сейф. Когда та подчинилась им, грабители забрали добычу — около 2 тысяч рублей, 2 золотых кольца и серьги. Как оказалось, Арцимович на самом деле купил сейф для того, чтобы хранить в нём судебные дела, которые брал на дом. Тогда Полуляхов зарубил топором жену и 4-летнего сына Арцимовича, после чего убийцы покинули место преступления.
С фальшивыми документами Полуляхов и Пирожкова скрылись в Москве, а Казеев — в южных регионах России. На их розыск отправился пасынок убитого Арцимовича Валентин Силаев, который под видом уголовника посещал притоны в различных городах. В Ростове-на-Дону ему удалось обнаружить Казеева и сообщить о нём в полицию. Арестованный не отрицал своей причастности к убийству. Несколько позже были арестованы и Полуляхов с Пирожковой. По приговору суда все трое убийц были отправлены на каторгу.
Казеев и Полуляхов, находясь на каторге, попытались устроить побег, однако он окончился неудачей — Казеев был убит, а Полуляхов был водворён на каторгу. Спустя год он погиб, придавленный деревом. Пирожкова же заразилась сифилисом и скончалась через четыре года.